# Maximilian Gritzner

Armoiries du district de Steglitz, dessinées par Maximilian Gritzner

Maximilien Gritzner (né le 29 juillet 1843 à Sorau et mort le 10 juillet 1902 à Steglitz ; nom complet : Adolph Maximilian Ferdinand Gritzner) est un héraldiste allemand et connaisseur de la phaléristique et des ordres religieux. En tant que conseiller privé au ministère de l'Intérieur de Berlin, il est responsable des armoiries familiales et municipales de la Prusse wilhelmine.

## Origine
Son père est l'avocat et notaire Adolf Gritzner (1810-1859) et sa mère est Friederike von Dresky (1821-1878), une fille du major prussien Ferdinand von Dresky et de Charlotte von Conring (de) (1794-1830).

## Biographie
Après avoir obtenu son diplôme d'études secondaires, il s'engage dans l'armée en 1862. Il part en guerre en 1866 en tant que premier lieutenant et est grièvement blessé à Sadowa, si bien que sa jambe doit être amputée. En 1867, il est libéré du service actif, sert brièvement dans l'armée de réserve et en 1870/71 dans le service de la guerre intérieure. À partir de 1872, il rejoint le ministère prussien de l'Intérieur, où il travaille à la bibliothèque à partir de 1875. Il y devient chancelier royal prussien.
Bruno Bernhard Heim cite Gritzner comme étant celui qui établit en 1889 la "terminologie définitive de l'héraldique allemande". En 1893, Gritzner publie un manuel des ordres de chevalerie et de mérite et, en tant que héraut prussien, il est responsable de la démystification de quelques imposteurs qui se sont eux-mêmes nobélisés. Gritzner est également responsable de la révision de plusieurs volumes du Großen Wappenbuches de Johann Siebmacher.
Gritzner vit au 20, Grunewaldstraße (de) dans le quartier berlinois actuel de Steglitz. La Gritznerstrasse et une école portent son nom.

## Famille
En 1870, il épouse Clara Helling (née en 1849), fille du géomètre du gouvernement Friedrich Heling et de Marie Küß. Le couple a quatre fils et trois filles. Son fils Erich Gritzner (de) devient un héraldiste allemand bien connu, archiviste et dernier maître héraut royal saxon. Maximilian Gritzner (membre honoraire 1883) et son fils Erich Gritzner sont tous deux membres de la fraternité Roter Löwe Leipzig.

## Œuvres (sélection)
- Wappenalbum der gräflichen Familien Deutschlands und Österreich-Ungarns. Weigel, Leipzig 1885–1890 (Digitalisat)
  - Band 1: Wappentafel 1–209 nebst Text, A–D (Digitalisat)
  - Band 2: Wappentafel 210–384 nebst Text, E–K (Digitalisat)
  - Band 3: Wappentafel 385–585 nebst Text, L–R (Digitalisat)
  - Band 4: Wappentafel 586–700 nebst Text, S–Z (Digitalisat)
- Der Adel des Grossherzogtums Oldenburg. Bauer & Raspe, Nuernberg 1872 (Digitalisat)
- Briefadel in Preußen. 1873.
- Chronologische Matrikel der Brandenburgisch-Preußischen Standeserhöhungen und Gnadenacte von 1600–1873. Berlin 1874 (Digitalisat); (Digitalisat)
- Flaggen und Banner. Bauer & Raspe, Nuernberg 1878 (Digitalisat)
- Bayerisches Adels-Repertorium der letzten drei Jahrhunderte, nach amtlichen Quellen gesammelt und zusammengestellt. Starke, Görlitz 1880.
- Standes-Erhebungen und Gnaden-Acte deutscher Landesfürsten während der letzten drei Jahrhunderte. 2 Bde., Starke, Görlitz 1880/1881 (Digitalisat)
  - Band 1: Anhalt bis Bayern (Digitalisat)
  - Band 2: Braunschweig bis Württemberg (Digitalisat)
- Grundsätze der Wappenkunst, verbunden mit einem Handbuch der heraldischen Terminologie. Bauer & Raspe, Nürnberg 1889–1890 (Digitalisat; Nachdruck unter dem Titel Großes und allgemeines Wappenbuch. Bremen 2012.)
- Amyntha. Ein Rheinischer Sang. Elischer Nachf., Leipzig 1892.
- Handbuch der heraldischen Terminologie in zwölf (germanischen und romanischen) Zungen. Bauer & Raspe, Nürnberg 1890.
- Handbuch der Ritter- und Verdienstorden aller Kulturstaaten der Welt innerhalb des XIX. Jahrhunderts. Leipzig 1893 (Digitalisat im Internet Archive); Nachdruck: Reprint-Verlag, Holzminden 2000  (ISBN 3-8262-0705-X) (Titel: Handbuch der Ritter- und Verdienstorden aller Kulturstaaten der Welt).
- Handbuch der im Deutschen Reiche, in Oesterreich-Ungarn, Dänemark, Schweden und den russischen Ostseeprovinzen bestehenden Damen-Stifter und im Range gleichstehender Wohlthätigkeitsanstalten, nebst den Ordenszeichen der Ersteren. Keller, Frankfurt a. M. 1893.
- Die altpreussischen aufgehobenen Dom-Kollegiate, deren innere Verfassung und ihre Orden und Ehrenzeichen. Biblio, Osnabrück 1987  (ISBN 3-7648-1073-4).